# Sputnik 19

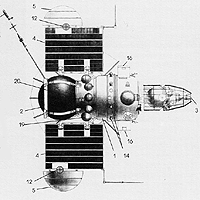
Diagrama del Sputnik 19, sonda espacial de diseño tipo Venera.

Sputnik 19 fue una sonda espacial soviética de un diseño similar a las primeras sondas Venera, con 890 kg de peso, cuyo objetivo era alcanzar la superficie del planeta Venus. Un cohete Molniya lanzó la sonda el 25 de agosto de 1962, situándola en órbita terrestre, pero falló la etapa de escape y la sonda permaneció en órbita geocéntrica, con perigeo de 168 km y apogeo de 221 km, durante tres días, hasta que empezó a decaer su órbita el 28 de agosto, re-entrando en la atmósfera terrestre.